# Vlčany
Vlčany este o comună slovacă, aflată în districtul Šaľa din regiunea Nitra. Localitatea se află la altitudinea de 112 m deasupra n.m., se întinde pe o suprafață de 39,76 km2 și în 2017 număra 3.222 de locuitori.

## Istoric
Localitatea Vlčany este atestată documentar din 1113.

## Demografie
| An:                | 1994 | 2004   | 2014   | 2024   |
| ------------------ | ---- | ------ | ------ | ------ |
| Număr de persoane: | 3384 | 3443   | 3286   | 3131   |
| Diferență:         |      | +1,74% | −4,55% | −4,71% |

| An:                | 2023 | 2024   |
| ------------------ | ---- | ------ |
| Număr de persoane: | 3139 | 3131   |
| Diferență:         |      | −0,25% |